# 往复泵

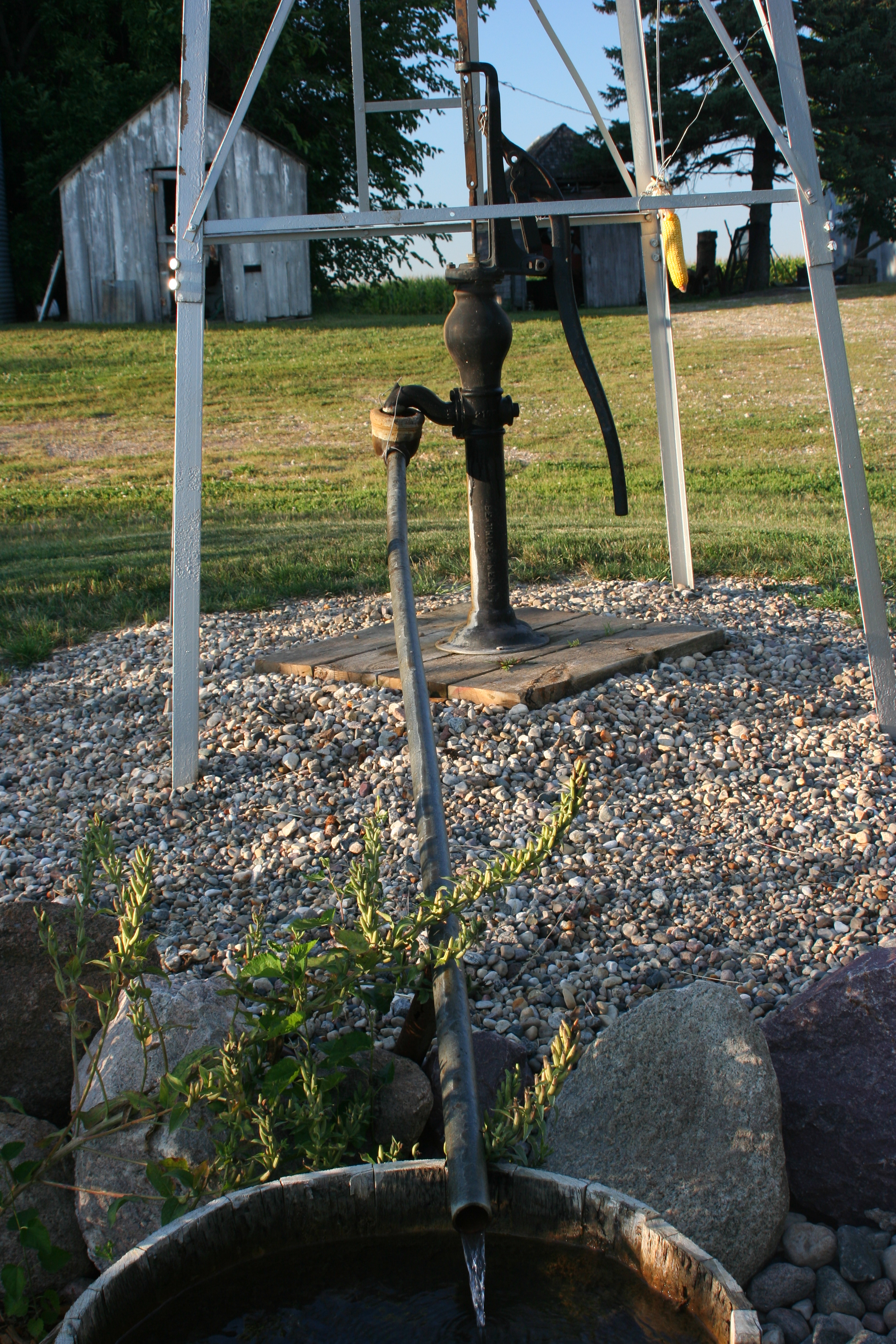
由风车提供动力的手动式水泵。

往复泵，旧称唧筒，一种容积式泵，属于正位移泵。一种利用活塞或柱塞在泵柱内往复运动，使活塞或柱塞与泵柱壁间形成的容积改变，从而吸入和排除液体并提高其压力的泵。按驱动方式可分为蒸汽制动泵和动力泵。
往复泵能产生较高的压力，但排量较小，适用于需要高压液体的场合。由于活塞与缸壁直接接触，不适宜于输送含有固体悬浮物的液体。又由于活塞往复运动的特点，其输出流量是经常起伏变化而不均匀。